# Fatir
Fatir (arabe : سُورَةُ فَاطِرٍ, français : Le Créateur) est le nom traditionnellement donné à la 35e sourate du Coran, le livre sacré de l'islam. Elle comporte 45 versets. Rédigée en arabe comme l'ensemble de l'œuvre religieuse, elle fut proclamée, selon la tradition musulmane, durant la période mecquoise.

## Origine du nom
Bien que le titre ne fasse pas directement partie du texte coranique, la tradition musulmane a donné comme nom à cette sourate Le Créateur en référence au thème central de cette sourate : la création du monde par Dieu. Le titre provient du verset 1. Elle est parfois appelée « Les anges ». 

## Historique
Il n'existe à ce jour pas de sources ou documents historiques permettant de s'assurer de l'ordre chronologique des sourates du Coran. Néanmoins selon une chronologie musulmane attribuée à Ǧaʿfar al-Ṣādiq (VIIIe siècle) et largement diffusée en 1924 sous l’autorité d’al-Azhar,, cette sourate occupe la 43e place. Elle aurait été proclamée pendant la période mecquoise, c'est-à-dire schématiquement durant la première partie de l'histoire de Mahomet avant de quitter La Mecque. Contestée dès le XIXe par des recherches universitaires, cette chronologie a été revue par Nöldeke,, pour qui cette sourate est la 86e.
La variation des rimes montre une intégration d’éléments anciens dans une composition récente. Pour Neuwirth, « la répartition des versets semble souvent arbitraire et donc non originale ». La sourate possède trois parties, ayant probablement existé comme compositions indépendantes. La fin de la sourate date probablement d’après la mort de Mahomet.

## Interprétations
Cette sourate appartient au groupe des sourates 27 à 36 qui se trouvent presque au milieu du Coran. Hétérogène, en particulier en raison de leur style concis et allusif, cet ensemble se compose principalement d’histoire de prophètes et de prescription en lien avec les fins dernières. Elles ne sont pourtant qu’allusives, ce qui appuie l’hypothèse selon laquelle le Coran est construit comme un commentaire midrashique de textes bibliques connus de la communauté recevant cet enseignement.

### Versets 22-37: le rôle du Prophète
Le prophète est évoqué dans ce passage par les termes « annonciateur » et « avertisseur ». Bien que les termes soient arabes, ils cachent probablement des termes étrangers. Le terme Bashara semble une référence évangélique. Cela pourrait évoquer l’idée d’une annonce du Paraclet par Jésus. Jan Van Reeth compare ces termes à l’usage des termes « avertisseur » et « interprète » dans le montanisme et le manichéisme. Ici, le Coran se situe dans leur prolongement.
Le terme zubur (« Écritures ») au verset 25 est parfois traduit par les Psaumes, le terme au singulier étant généralement traduit par « Psautier ». Un lien étymologique avec l’hébreu et le syriaque montre un usage probable de ce terme chez les juifs et les chrétiens à l’époque préislamique. Les « preuves » sont parfois associées à Abraham par la tradition musulmane, en contradiction avec l’évocation juste avant de la mort des prophètes ayant été tués. Ce terme pourrait signifier « résumé », dans le sens de catéchèse. Zubur pourrait, dans ce contexte, évoquer les psaumes écrits par Mani et donc le « Livre de la Lumière », l’Évangile vivant de Mani. Ce passage serait une évocation explicite du manichéisme.
Le verset 31 évoque la vérité de la prophétie et du Livre. Parfois traduit comme évoquant une révélation passée, cette interprétation n’est pas évidente. La Révélation semble y être décrite comme en cours. La prophétie islamique était originellement, non pas un livre nouveau, mais plutôt une « nouvelle interprétation d’un livre existant ». Cette approche a été obscurcie par des remaniements plus tardifs, peut-être pour effacer ces traits qui n’étaient plus conformes à la théologie islamique postérieure.

Texte de la sourate (Coran datant de 1874)
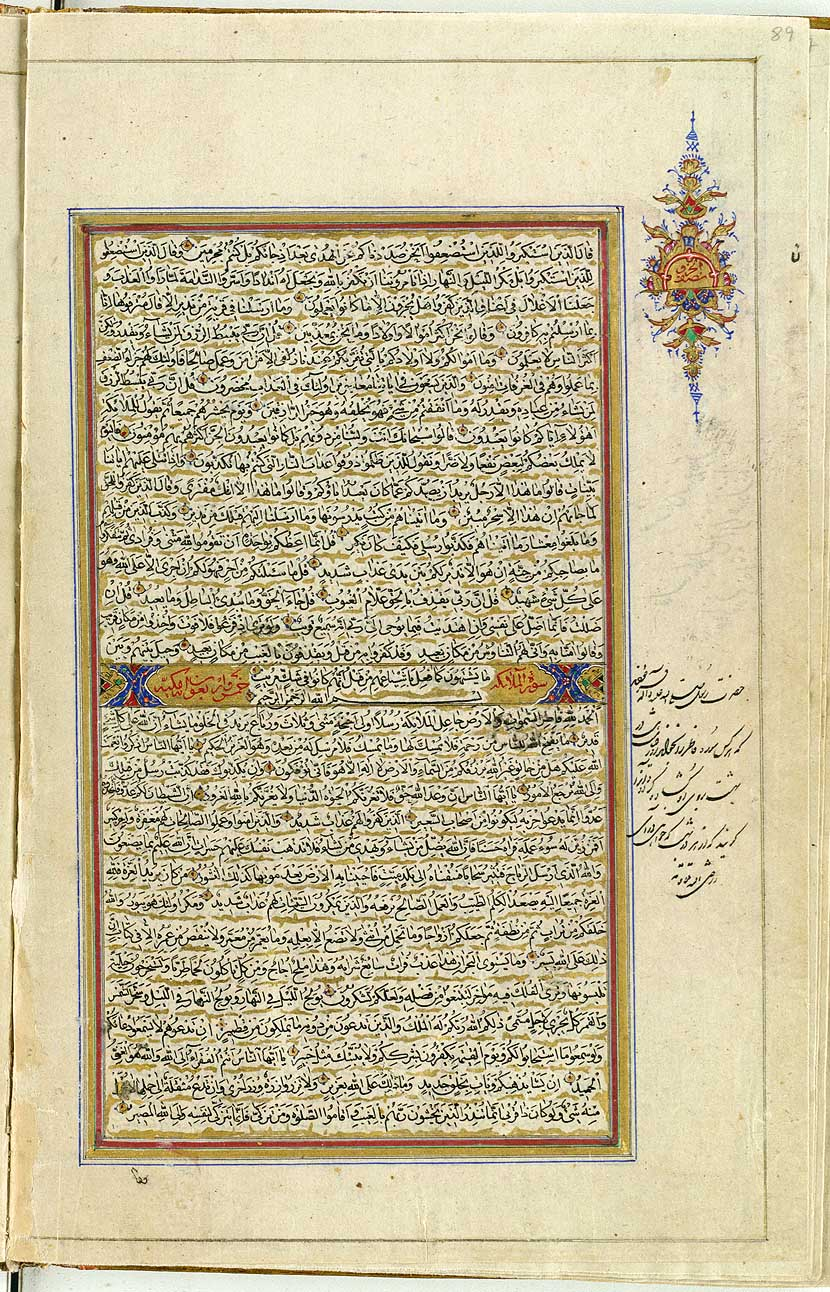
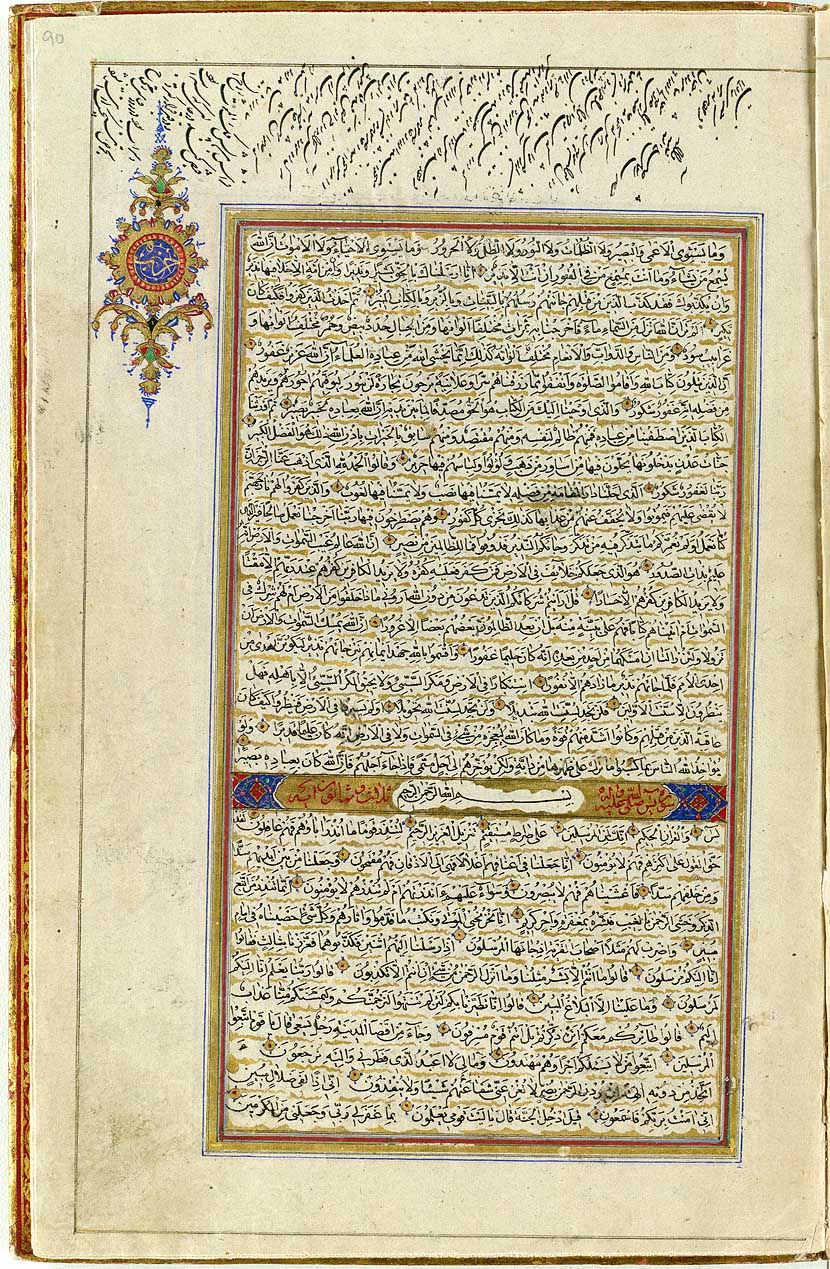